# Choi In-ae
Choi In-Ae (nascida em 10 de março de 1969) é uma ex-ciclista olímpica norte-coreana. In-Ae representou o seu país durante os Jogos Olímpicos de Verão de 1992 na prova de ciclismo individual, em Barcelona.